# Museu Antropológico Caldas Júnior
O Museu Antropológico Caldas Júnior é um museu brasileiro localizado na Avenida  Borges de Medeiros, 427, na cidade de Santo Antônio da Patrulha, no estado do Rio Grande do Sul.
Em 1826, a casa onde está localizado o museu abrigou o Imperador D. Pedro I e foi também o local em que morou Caldas Júnior, o fundador do jornal Correio do Povo.

## Acervo
O acervo do museu é formado por objetos da pré-história ao modo de vida das famílias patrulhenses, destacando o quarto da donzela, a cozinha típica e a sala do patrono, com esculturas de André Arjonas e Fernando Corona, além de possuir uma sala para exposições temporárias. Apresenta também documentos, fotografias e jornais relacionados à história do município.
Um arquivo icnográfico, com mais de mil imagens, pertencentes à discoteca de Paulino Matias e ao Arquivo Histórico Corália Ramos Benfica também compõem as coleções presentes no museu. Além disso, há duas salas destinadas a exposições itinerantes. 